# Conus
Conus  es un género de moluscos gasterópodos de la familia Conidae, conocidos vulgarmente como conos. Habitan mayoritariamente en aguas de los océanos Índico y Pacífico, aunque también hay muchas especies atlánticas, en la costa africana tropical y en África del Sur y también en el Caribe. El Mediterráneo cuenta con una especie de este género, el Conus mediterraneus o Conus ventricosus mediterraneus. Al igual que sus parientes tropicales esta especie de pequeño tamaño puede provocar picaduras aunque éstas no son potencialmente peligrosas para el hombre. 
Todos los Conus son depredadores. Capturan sus presas gracias a un arpón con el que les inyectan un potente veneno paralizante. Al tratarse de moluscos de movimientos lentos su manera de conseguir efectividad en las capturas depende de la rapidez con que actúe el veneno. Poseen una neurotoxina más potente que el cianuro. Se les llama popularmente en alguna jerga caracol del cigarrillo porque una picadura de este molusco es capaz de causar la muerte en el tiempo en el que uno fuma un cigarrillo. Según un reciente estudio de la Universidad de Seatle, Washington  , desde principios del siglo XX hasta la actualidad se han registrado más de 100 accidentes de gravedad. De ellos unos 30 han resultado letales. En estos casos las especies causantes son exclusivamente piscívoras, básicamente Conus geographus. Estas son las que poseen un veneno más potente. Algunas especies malacófagas (se alimentan de moluscos) como Conus textile son responsables de muchas picaduras y aunque pueden revestir cierta gravedad, no son letales.

## Especies
Tiene aproximadamente 700 especies.